# 山田長三郎
山田 長三郎（やまだ ちょうざぶろう、1887年1月1日 - 1935年10月5日）は、日本の陸軍軍人。最終階級は陸軍大佐。兵務課長。

## 略歴
- 1908年（明治41年）5月 - 仙台陸軍地方幼年学校、中央幼年学校を経て、陸軍士官学校卒業（20期）。
  - 12月 - 砲兵少尉・野砲兵第2連隊付
- 1911年（明治44年）12月 - 砲兵中尉
- 1912年（大正元年）11月 - 陸軍砲工学校高等科卒業
- 1916年（大正5年）11月 - 陸軍大学校卒業（28期）
- 1918年（大正7年）7月 - 砲兵大尉・参謀本部員
- 1921年（大正10年）6月 - 陸軍省軍務局課員
- 1923年（大正12年）8月 - 砲兵少佐
- 1925年（大正14年）9月 - 欧米出張（- 1926年3月）
  - 12月 - 近衛野砲兵連隊付
- 1926年（大正15年）8月 - 近衛野砲兵連隊大隊長
- 1927年（昭和2年）7月 - 陸軍技術本部付兼軍務局課員（兵務課）
- 1928年（昭和3年）3月 - 砲兵中佐
- 1930年（昭和5年）8月 - 軍務局兵務課高級課員
- 1932年（昭和7年）8月 - 砲兵大佐・野砲兵第22連隊長
- 1933年（昭和8年）8月 - 軍務局兵務課長
- 1935年（昭和10年）8月 - 陸軍兵器本廠付
  - 10月 - 自決

## 栄典
- 1909年（明治42年）3月1日 - 正八位[1]
- 1912年（明治45年）3月1日 - 従七位[2]
- 1917年（大正6年）3月20日 - 正七位[3]
- 1922年（大正11年）4月20日 - 従六位[4]
- 1927年（昭和2年）5月16日 - 正六位[5]

## 相沢事件
1935年8月12日に発生した相沢事件において、殺害された永田鉄山軍務局長と、東京憲兵隊長・新見英夫大佐と共に在室していた。新見大佐は、永田をかばって相沢三郎中佐に斬りつけられ、重傷を負ったが、山田大佐は局長室から姿を消していた。そのため事件後、軍内部及び世間から批判を受け、山田は事件から約2ヶ月後の10月5日に「不徳の致すところ」という遺書を残し、自宅で自決した。